# Drosophila margarita
Drosophila margarita är en tvåvingeart som beskrevs av Hunter 1979. Drosophila margarita ingår i släktet Drosophila och familjen daggflugor.
Artens utbredningsområde är Colombia.